# Conus gauguini
Conus gauguini is een in zee levende slakkensoort uit het geslacht Conus. De slak behoort tot de familie Conidae. Conus gauguini werd in 1973 beschreven door G. Richard & Salvat. Net zoals alle soorten binnen het geslacht Conus zijn deze slakken roofzuchtig en giftig. Zij bezitten een harpoenachtige structuur waarmee ze hun prooi kunnen steken en verlammen.